# Aphaenogaster nadigi
Aphaenogaster nadigi är en myrart som beskrevs av Santschi 1923. Aphaenogaster nadigi ingår i släktet Aphaenogaster och familjen myror. Inga underarter finns listade i Catalogue of Life.